# Veldnaam
Een veldnaam is de toponiem (naam) die een eigenaar aan een bepaald stuk land gaf om het te kunnen onderscheiden. Deze namen kwamen ook wel voor in registers van kavels die bijvoorbeeld bij een boerderij horen. Daarmee zou men het kunnen zien als een voorloper van de kadastrale aanduiding.
Voorbeelden van veldnamen:
- Achterste stuk: ver van de boerderij gelegen
- Hooghe vier: hoog gelegen perceel van vier grazen (Groningen)
- Kerk en toren: rechthoekig stuk met een spitse uitstekend gedeelte
- Langewand: langgerekt perceel (Drenthe, wand = bouwland, ontgonnen grond)
- Padakker: akker grenzend aan het pad
- Steenkamp: veld met veel stenen
- Stopgaren: verkeerd begrepen, zelf aangevulde naam (Groningen, goorn(s) = tuin, vgl. de: Garten, en: garden)
- Tuinakker: omtuinde akker (van een hekwerk voorzien)
- Vlasakker: waar het vlas werd verbouwd